# Bozrah
Bozrah – miasto w Stanach Zjednoczonych, w stanie Connecticut, w hrabstwie New London.